# 黄洁 (1911年)
黄洁（1911年—1966年11月11日），原名赐麒（又名赐祺），别号山光，男，广东台山白沙人，早年旅居印尼，曾任印尼华侨总会副主席，协助筹建中国驻印尼大使馆。1951年返回中国，曾任广东省人民委员会副省长，第一、二、三届全国人大代表。